# ニクソン・ドクトリン
ニクソン・ドクトリンは、1969年7月25日にリチャード・ニクソン米国大統領がその原型をグアム島での記者会見で表明したドクトリン。彼は、アメリカ合衆国が今後南ベトナム自身による自国の軍事防衛を期待すると述べた。これはベトナム戦争の「ベトナム化」の始まりだった。そのドクトリンは同盟国との間で平和の追求のために議論された（但し、内容的には歴代の大統領が言ってきた「彼ら（ベトナム）自身の戦争だ」と大して違いはない）。
ニクソンの言葉（ベトナム戦争中、1969年11月3日の一般教書演説）
- 最初に、アメリカ合衆国はそのコミットメントをすべて維持する。
- 次に、核保有国が我々との同盟国の自由、あるいは我々の安全保障に不可欠であるその同盟国の存続を脅かす場合、我々は防衛力を行使する。
- 第3に、他のタイプの攻撃を含む場合、条約に従って軍事力と経済援助を要求された時、我々はそれを供給する。しかし、国家の防衛は当事国が第一義的責任を負うべきである。

- First, the United States will keep all of its treaty commitments.
- Second, we shall provide a shield if a nuclear power threatens the freedom of a nation allied with us or of a nation whose survival we consider vital to our security.
- Third, in cases involving other types of aggression, we shall furnish military and economic assistance when requested in accordance with our treaty commitments. But we shall look to the nation directly threatened to assume the primary responsibility of providing the manpower for its defense.